# PO-11
La PO-11 est autoroute urbaine espagnole de 4 km environ qui relie l'AP-9 et la PO-10 (Rocade sud de Pontevedra) au Port de Marín située au sud-ouest de l'agglomération.
Elle permet d'accéder directement au port sans traverser la ville depuis l'AP-9.
Elle dessert le Port de Marín dont l'activité s'est fortement développée ces dernières années.

## Tracé
- Elle prolonge la Rocade sud (PO-10) et croise l'AP-9 au sud de Pontevedra.
- Elle bifurque ensuite avec la pénétrante ouest (PO-12) au sud-ouest de l'agglomération pour ensuite longer la côte Atlantique jusqu'au Port de Marín et Ria de Pontevedra.

## Sorties
| Sorties | Villes |            |
| ------- | --- | ---------- |
|         | Pontevedra Nord - Saint-Jacques-de-Compostelle - La Corogne Vigo - Tuy - Portugal Pontevedra Sud - Ourense A-57 | AP-9 PO-10 |
|         | Pontevedra Ouest - Pontevedra-Avenida de Marin                                                                  | PO-12      |
| 01      | Zones Industrielles                                                                                             |            |
| 02      | Port de Pontevedra Seulement pour les autorisées                                                                |            |
|         | Marín Centre - Marín-Avenida del Marquès de Valterra                                                            |            |